# David Faupala
David Faupala (Bully-les-Mines, 11 februari 1997) is een Frans voetballer die bij voorkeur als aanvaller speelt.

## Clubcarrière
Faupala speelde in de jeugd bij RC Sains En Gohelle, RC Lens, US Vermelles. Hij tekende in 2015 bij Manchester City. Op 21 februari 2016 gunde Manuel Pellegrini de aanvaller een basisplaats in het FA Cup-duel tegen Chelsea. Op Stamford Bridge maakte hij na 37 minuten de openingstreffer van Diego Costa ongedaan. City verloor echter met 5–1. Faupala speelde de volledige wedstrijd. Gedurende het seizoen 2016/17 werd Faupala voor een jaar verhuurd aan NAC Breda, de nummer 3 van de Eerste divisie in het voorgaande seizoen. Die club stuurde hem in januari 2017 niettemin terug naar Manchester. Hij maakte het seizoen af bij Chesterfield in de League One. In de zomer van 2017 keerde hij terug bij Manchester City. In november van dat jaar verliet hij de club.
In februari 2018 ging hij in Oekraïne voor Zorja Loehansk spelen. Medio 2018 ging hij naar het Cypriotische Apollon Limassol. In september 2019 sloot hij aan bij het Noorse FK Jerv.

## Statistieken
| Seizoen                      | Club               | Competitie     | Competitie | Competitie | Beker | Beker | Totaal | Totaal |
| Seizoen                      | Club               | Competitie     | Wed.       | Dlp.       | Wed.  | Dlp.  | Wed.   | Dlp.   |
| ---------------------------- | ------------------ | -------------- | ---------- | ---------- | ----- | ----- | ------ | ------ |
| 2015/16                      | Manchester City    | Premier League | 0          | 0          | 1     | 1     | 1      | 1      |
| 2016/17                      | → NAC Breda (huur) | Eerste divisie | 3          | 1          | 1     | 0     | 4      | 1      |
| Carrièretotaal               | Carrièretotaal     | Carrièretotaal | 3          | 1          | 2     | 1     | 5      | 1      |
| Bijgewerkt op 3 januari 2017 |                    |                |            |            |       |       |        |        |

## Interlandcarrière
Faupala kwam uit voor diverse Franse nationale jeugdelftallen. Hij speelde twaalf interlands (vier doelpunten) voor Frankrijk –16, drie interlands voor Frankrijk –17 en twee interlands voor Frankrijk –18.